# Związek Liberałów i Centrum
Związek Liberałów i Centrum (lit. Liberalų ir centro sąjunga, LiCS) – litewska liberalna partia polityczna istniejąca w latach 2003–2014.

## Historia
Ugrupowanie to powstało w 2003 w wyniku połączenia Litewskiego Związku Liberałów, Litewskiego Związku Centrum oraz Nowoczesnych Chrześcijańskich Demokratów. Na jego czele stanął mer Wilna Artūras Zuokas. Nowo utworzona frakcja w Sejmie pod koniec kadencji liczyła 22 deputowanych. LiCS wszedł w skład Międzynarodówki Liberalnej i Partii Europejskich Liberałów, Demokratów i Reformatorów.
W 2004 partia uzyskała 11,2% głosów i 2 przedstawicieli w Parlamencie Europejskim. W wyborach w tym samym roku liberalni centryści otrzymali 9,1% głosów, co dało im 18 na 141 miejsc w Sejmie (w tym 11 posłów z okręgów jednomandatowych).
W 2006 na tle konfliktu o przywództwo w partii doszło do rozłamu, w wyniku którego część działaczy powołało nowe ugrupowanie pod nazwą Ruch Liberalny Republiki Litewskiej, do którego odeszło 9 deputowanych. LiCS w tym samym roku wszedł do koalicji tworzącej rząd Gediminasa Kirkilasa, otrzymując resorty spraw wewnętrznych i kultury. W wyborach samorządowych w 2007 z wynikiem 182 mandatów w skali kraju liberalni centryści zajęli trzecie miejsce.
W wyborach parlamentarnych w 2008 partia uzyskała 5,34% głosów i zdobyła 8 mandatów (5 z listy wyborczej i 3 w okręgach większościowych). Współtworzyła drugi rząd Andriusa Kubiliusa. W 2009 po porażce w wyborach do Europarlamentu nowym przewodniczącym został zastępca mera Wilna Gintautas Babravičius, a w 2011 zastąpił go Algis Čaplikas. W tym samym roku ugrupowanie zasilili pozostali działacze Partii Wskrzeszenia Narodowego. W wyborach w 2012 LiCS otrzymał 2,06% głosów i nie przekroczył progu wyborczego, nie wprowadził też żadnych posłów w okręgach jednomandatowych. W 2013 nowym przewodniczącym partii został Artūras Melianas.
W wyborach do Parlamentu Europejskiego partia nie uzyskała mandatów. W lipcu 2014 została przekształcona w Litewski Związek Wolności.

## Poparcie w wyborach
| Wybory | Poparcie (lista krajowa) | Zmiana punktów procentowych | Lista krajowa | Zmiana | Okręgi jednomandatowe | Zmiana | Suma |
| ------ | ------------------------ | --------------------------- | ------------- | ------ | --------------------- | ------ | ---- |
| 2004   | 9,19%                    | –                           | 7             | –      | 11                    | –      | 18   |
| 2008   | 5,34%                    | 3,85                        | 5             | 2      | 3                     | 9      | 8    |
| 2012   | 2,06%                    | 3,28                        | 0             | 5      | 0                     | 3      | 0    |

| Wybory | Poparcie | Mandaty | L. miejsc dla Litwy |
| ------ | -------- | ------- | ------------------- |
| 2004   | 11,2%    | 2       | 13                  |
| 2009   | 3,5%     | 0       | 12                  |
| 2014   | 1,5%     | 0       | 11                  |